# Phaonia vichelseni
Phaonia vichelseni är en tvåvingeart som beskrevs av Zinovjev 1992. Phaonia vichelseni ingår i släktet Phaonia och familjen husflugor. Inga underarter finns listade i Catalogue of Life.